# Baslieux
Pour les articles homonymes, voir Baslieux-lès-Fismes et Baslieux-sous-Châtillon.
Baslieux est une commune française située dans le département de Meurthe-et-Moselle, en région Grand Est.

## Géographie

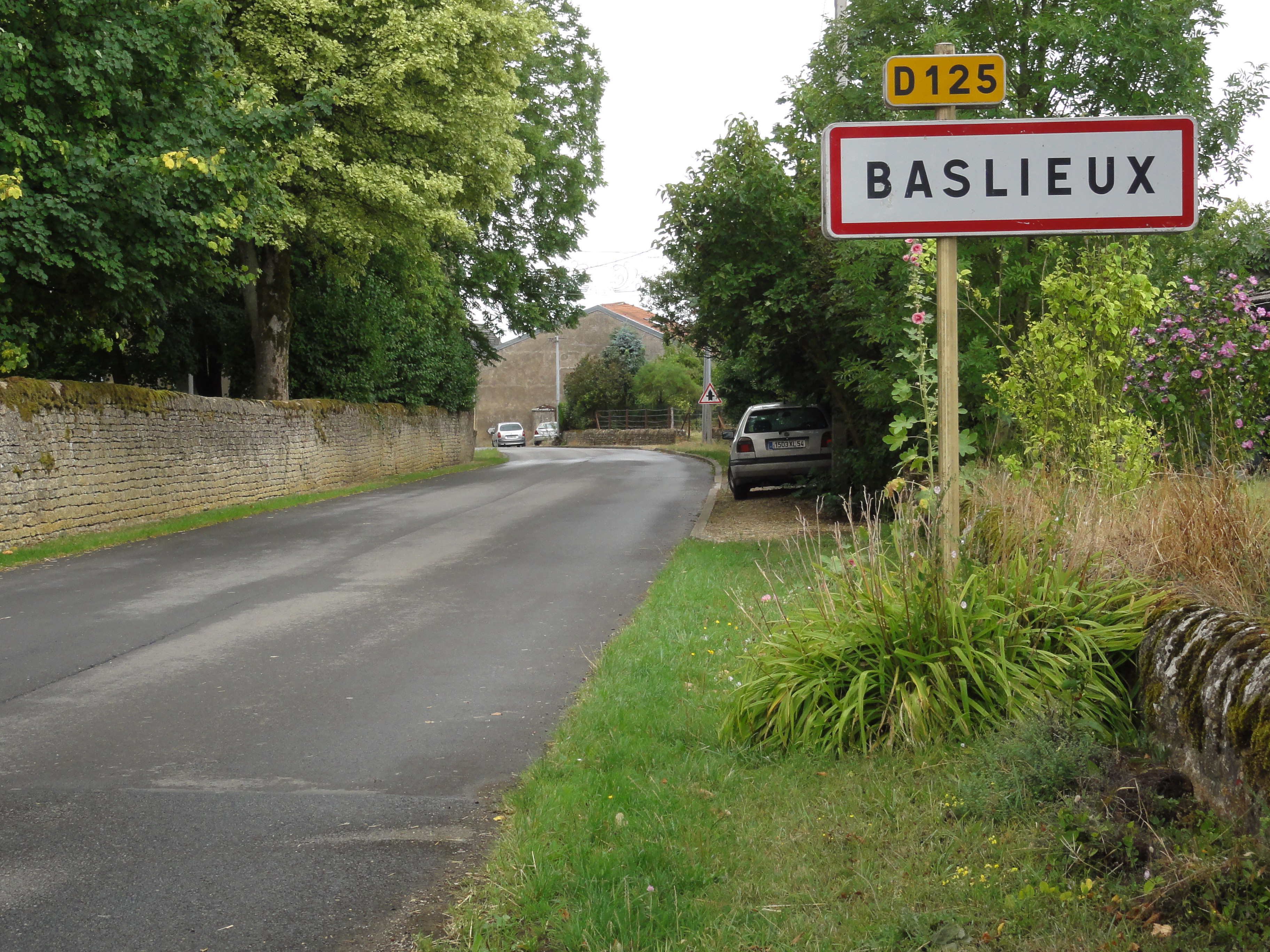
Entrée de Baslieux.

| Ugny                  |                     | Chenières        |
| Doncourt-lès-Longuyon | Baslieux            | Laix             |
| Pierrepont            | Boismont, Bazailles | Ville-au-Montois |

### Hydrographie

#### Réseau hydrographique
La commune est dans le bassin versant de la Meuse au sein du bassin Rhin-Meuse. Elle est drainée par le ruisseau de Nanheul,.

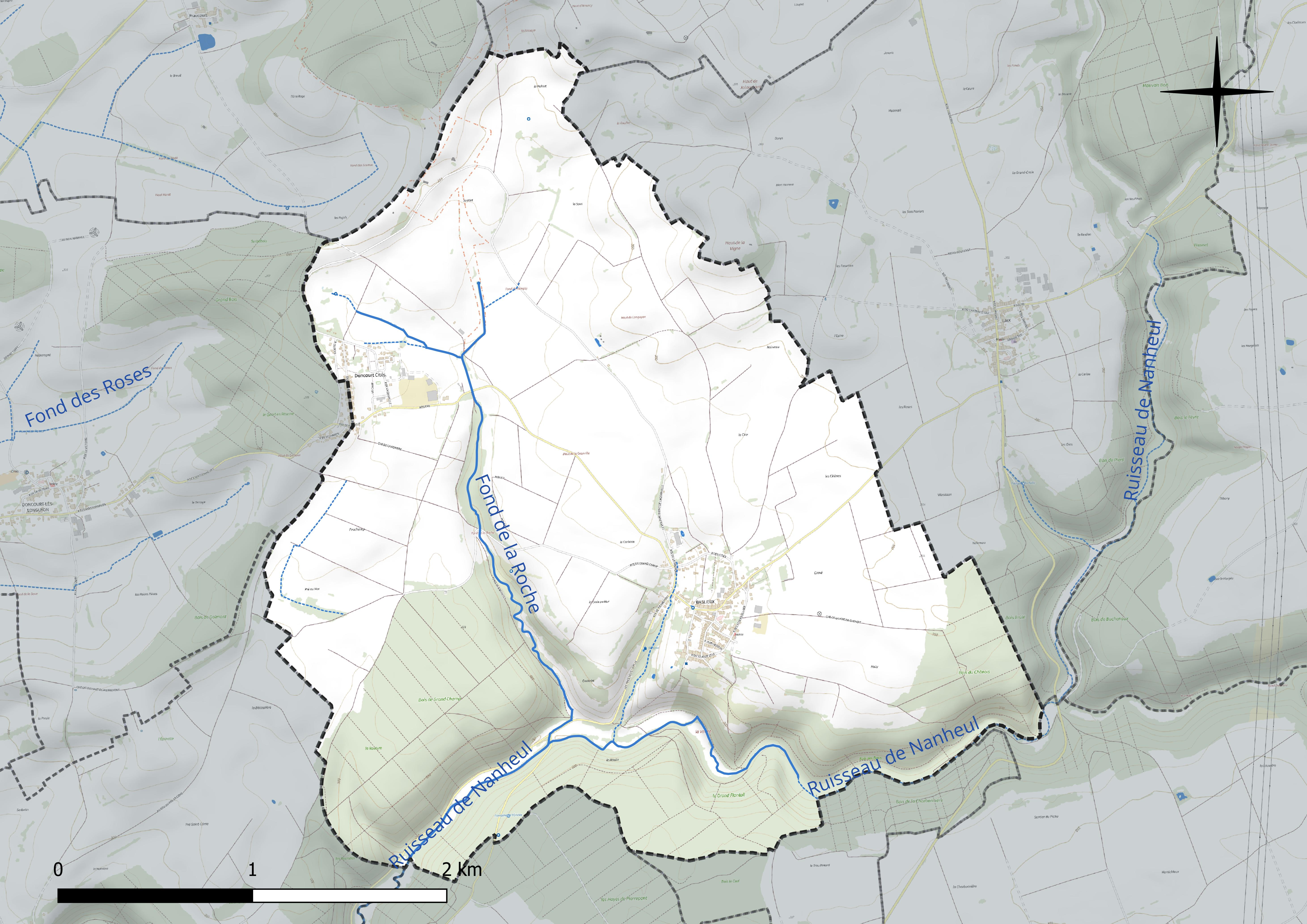
Réseau hydrographique de Baslieux.

#### Gestion et qualité des eaux
Le territoire communal est couvert par le schéma d'aménagement et de gestion des eaux (SAGE) « Bassin ferrifère ». Ce document de planification concerne le périmètre des anciennes galeries des mines de fer, des aquifères et des bassins versants hydrographiques associés qui s’étend sur 2 418 km2. Les bassins versants concernés sont celui de la Chiers en amont de la confluence avec l'Othain, et ses affluents (la Crusnes, la Pienne, l'Othain), celui de l'Orne et ses affluents et celui de la Fensch, le Veymerange, la Kiesel et les parties françaises du bassin versant de l'Alzette et de ses affluents (Kaylbach, ruisseau de Volmerange). Il a été approuvé le 27 mars 2015. La structure porteuse de l'élaboration et de la mise en œuvre est la région Grand Est. 
La qualité des cours d’eau peut être consultée sur un site dédié géré par les agences de l’eau et l’Agence française pour la biodiversité. 

### Climat
Pour des articles plus généraux, voir Climat du Grand Est et Climat de Meurthe-et-Moselle.
En 2010, le climat de la commune est de type climat de montagne, selon une étude du Centre national de la recherche scientifique s'appuyant sur une série de données couvrant la période 1971-2000. En 2020, Météo-France publie une typologie des climats de la France métropolitaine dans laquelle la commune est exposée à un climat semi-continental et est dans la région climatique  Lorraine, plateau de Langres, Morvan, caractérisée par un hiver rude (1,5 °C), des vents modérés et des brouillards fréquents en automne et hiver. 
Pour la période 1971-2000, la température annuelle moyenne est de 9,1 °C, avec une amplitude thermique annuelle de 16,3 °C. Le cumul annuel moyen de précipitations est de 890 mm, avec 13,3 jours de précipitations en janvier et 9,5 jours en juillet. Pour la période 1991-2020, la température moyenne annuelle observée sur la station météorologique de Météo-France la plus proche, « Villette », sur la commune de Villette à 16 km à vol d'oiseau, est de 10,1 °C et le cumul annuel moyen de précipitations est de 909,4 mm. 
La température maximale relevée sur cette station est de 39 °C, atteinte le 25 juillet 2019 ; la température minimale est de −14,8 °C, atteinte le 20 décembre 2009,,. 
Les paramètres climatiques de la commune ont été estimés pour le milieu du siècle (2041-2070) selon différents scénarios d'émission de gaz à effet de serre à partir des nouvelles projections climatiques de référence DRIAS-2020. Ils sont consultables sur un site dédié publié par Météo-France en novembre 2022.

## Urbanisme

### Typologie
Au 1er janvier 2024, Baslieux est catégorisée commune rurale à habitat dispersé, selon la nouvelle grille communale de densité à sept niveaux définie par l'Insee en 2022.
Elle est située hors unité urbaine. Par ailleurs la commune fait partie de l'aire d'attraction de Longwy, dont elle est une commune de la couronne,. Cette aire, qui regroupe 23 communes, est catégorisée dans les aires de moins de 50 000 habitants,.

### Occupation des sols
L'occupation des sols de la commune, telle qu'elle ressort de la base de données européenne d’occupation biophysique des sols Corine Land Cover (CLC), est marquée par l'importance des territoires agricoles (69,2 % en 2018), en diminution par rapport à 1990 (71,8 %). La répartition détaillée en 2018 est la suivante : terres arables (46,3 %), forêts (26,1 %), prairies (22,9 %), zones urbanisées (4,8 %). L'évolution de l’occupation des sols de la commune et de ses infrastructures peut être observée sur les différentes représentations cartographiques du territoire : la carte de Cassini (XVIIIe siècle), la carte d'état-major (1820-1866) et les cartes ou photos aériennes de l'IGN pour la période actuelle (1950 à aujourd'hui).

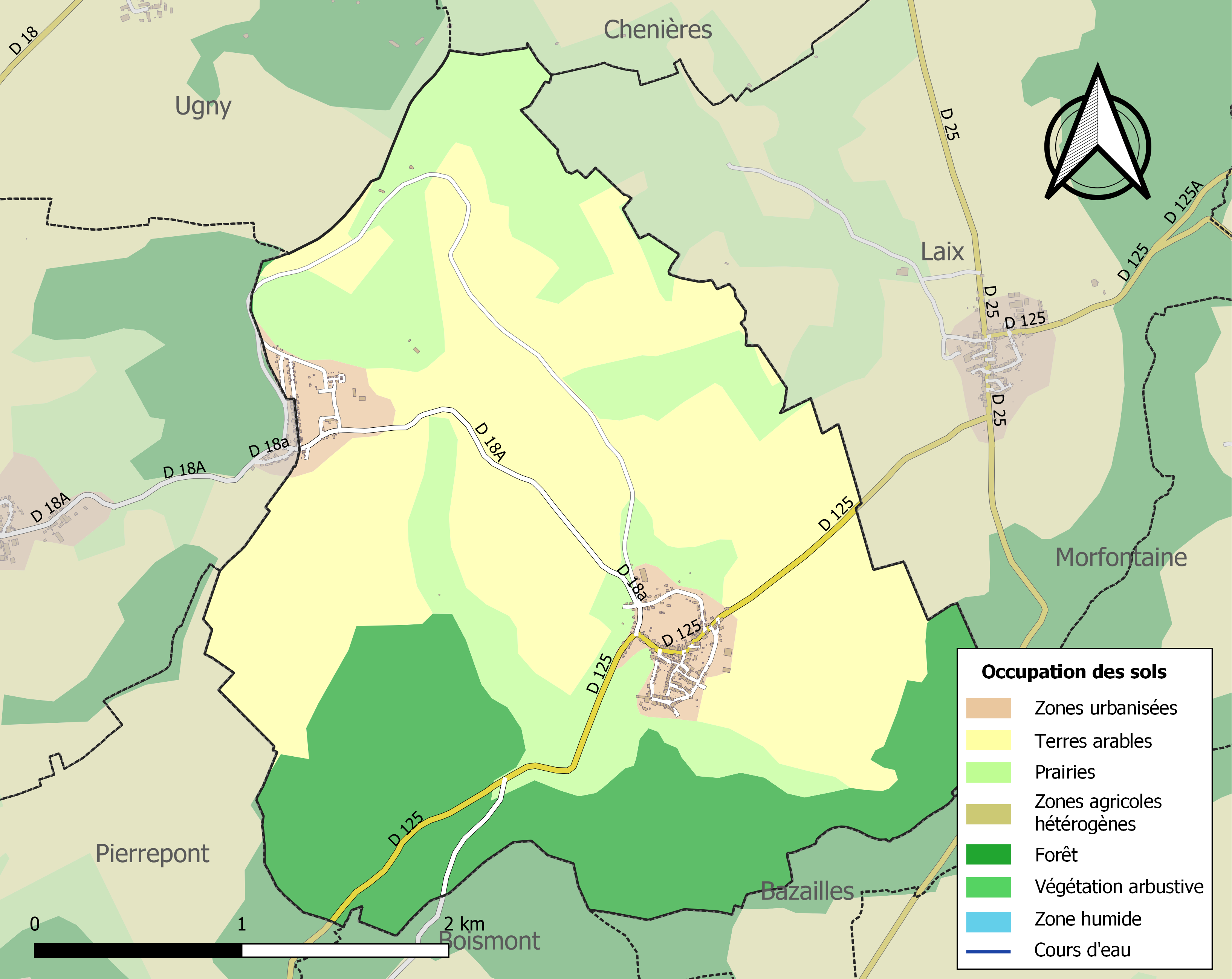
Carte des infrastructures et de l'occupation des sols de la commune en 2018 (CLC).

## Histoire
Village de l'ancienne province du Barrois.

## Enseignement

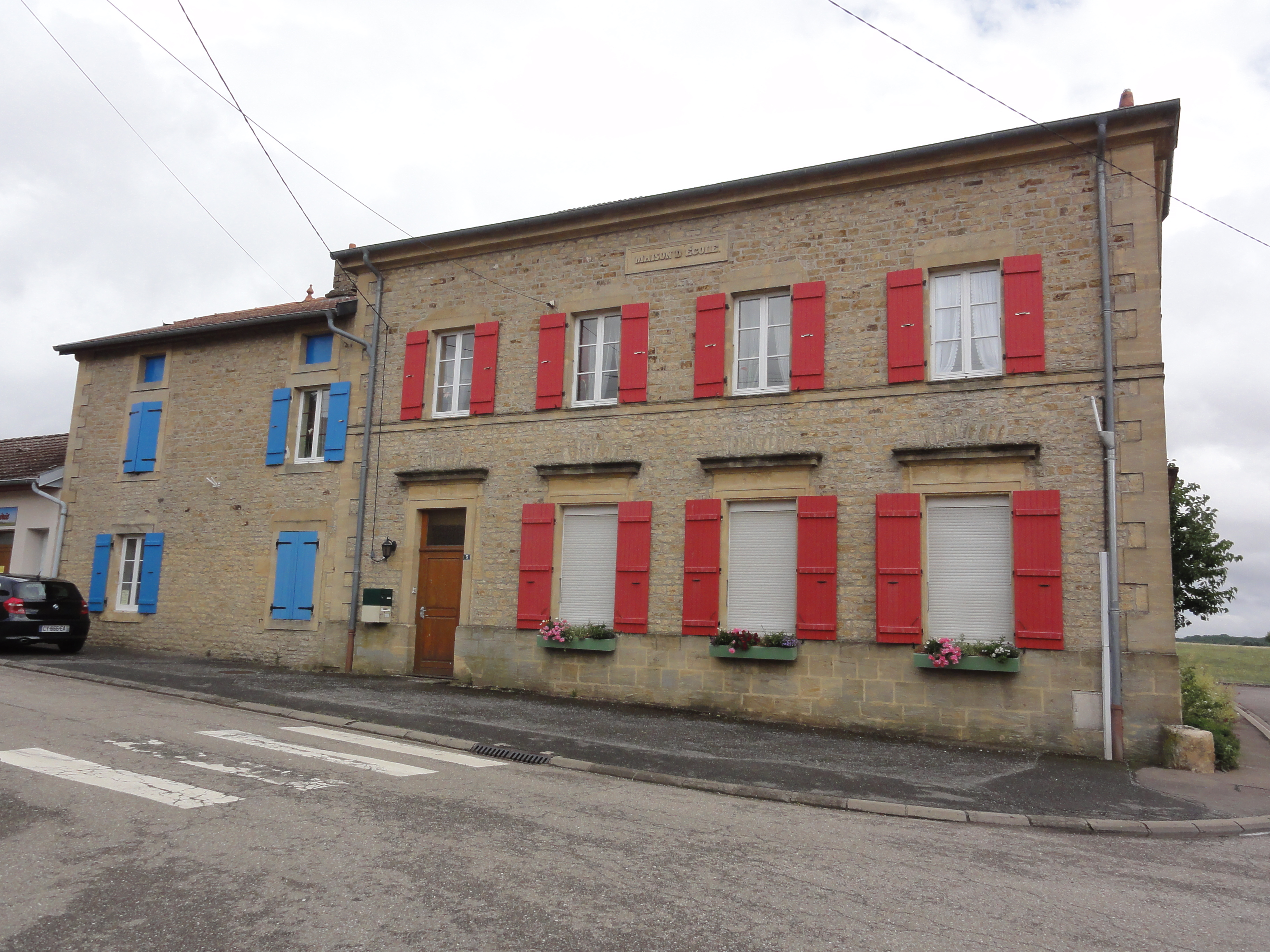
Maison d'école.

## Politique et administration
| Période                                  | Période      | Identité       | Étiquette | Qualité                      |
| ---------------------------------------- | ------------ | -------------- | --------- | ---------------------------- |
| Les données manquantes sont à compléter. |              |                |           |                              |
| avant 1981                               | ?            | Marcel Humbert | DVG       |                              |
| mars 2008                                | juillet 2020 | Lionel Boudart |           | Fonctionnaire de catégorie A |
| juillet 2020                             | En cours     | Daniel Mulder, |           | Ancien cadre                 |

## Population et société

### Démographie
L'évolution du nombre d'habitants est connue à travers les recensements de la population effectués dans la commune depuis 1793. Pour les communes de moins de 10 000 habitants, une enquête de recensement portant sur toute la population est réalisée tous les cinq ans, les populations de référence des années intermédiaires étant quant à elles estimées par interpolation ou extrapolation. Pour la commune, le premier recensement exhaustif entrant dans le cadre du nouveau dispositif a été réalisé en 2004.

En 2022, la commune comptait 520 habitants, en évolution de −13,76 % par rapport à 2016 (Meurthe-et-Moselle : −0,13 %, France hors Mayotte : +2,11 %).
| 1793 | 1800 | 1806 | 1821 | 1836 | 1841 | 1861 | 1866 | 1872 |
| ---- | ---- | ---- | ---- | ---- | ---- | ---- | ---- | ---- |
| 517  | 535  | 595  | 606  | 754  | 767  | 718  | 719  | 636  |

| 1876 | 1881 | 1886 | 1891 | 1896 | 1901 | 1906 | 1911 | 1921 |
| ---- | ---- | ---- | ---- | ---- | ---- | ---- | ---- | ---- |
| 643  | 627  | 598  | 580  | 563  | 504  | 506  | 461  | 405  |

| 1926 | 1931 | 1936 | 1946 | 1954  | 1962  | 1968  | 1975 | 1982 |
| ---- | ---- | ---- | ---- | ----- | ----- | ----- | ---- | ---- |
| 355  | 350  | 709  | 310  | 1 204 | 1 051 | 1 054 | 962  | 780  |

| 1990 | 1999 | 2004 | 2006 | 2009 | 2014 | 2019 | 2022 | - |
| ---- | ---- | ---- | ---- | ---- | ---- | ---- | ---- | - |
| 493  | 534  | 543  | 564  | 573  | 589  | 538  | 520  | - |

## Culture locale et patrimoine

### Lieux et monuments

#### Édifices civils
- Présence paléolithique.
- Découverte au XIXe siècle d'un bas-relief romain, d'un monument funéraire barbare, de mobilier divers mérovingien.
- Mausolée où reposent 800 soldats français morts en août 1914.

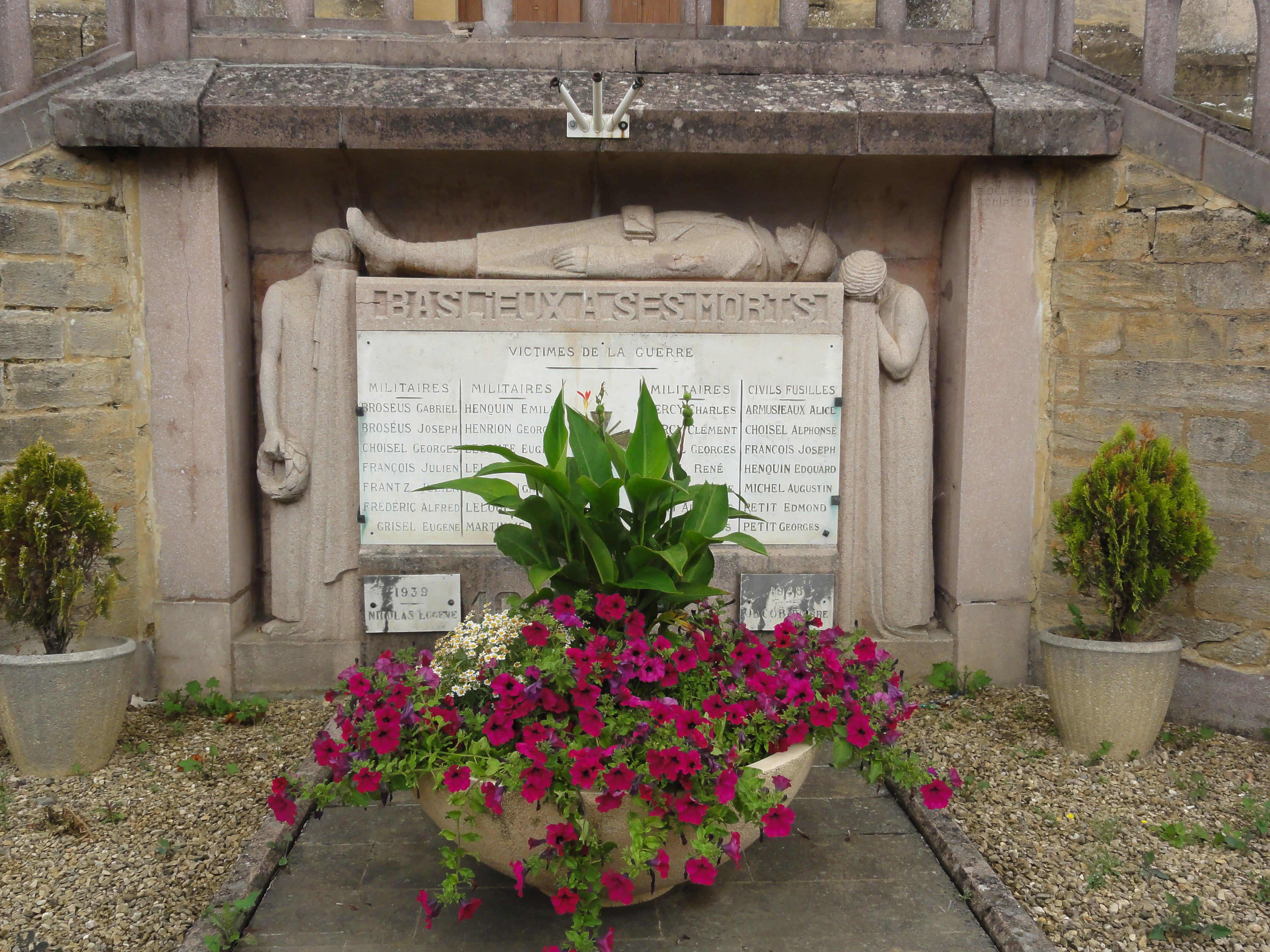
Monument aux morts.
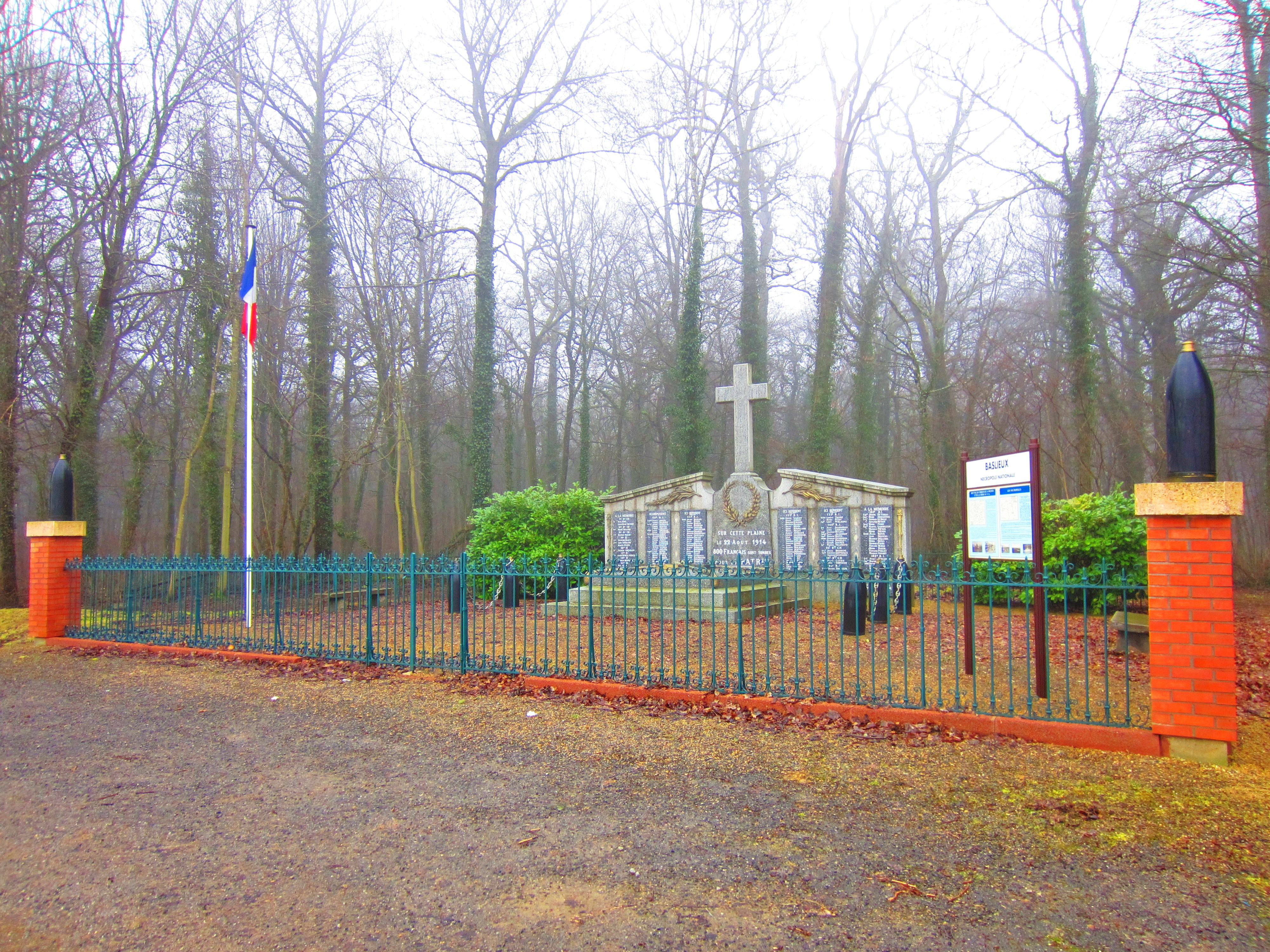
Mausolée, cimetière militaire de Baslieux.

- Maison de manouvrier.
- Ruines du château de Liéthard.
- Ouvrage de Latiremont.

- Monument aux morts.
- Mausolée, cimetière militaire de Baslieux.

#### Édifices religieux
- Église paroissiale Saint-Pierre-et-Saint-Paul de Baslieux, église paroissiale fortifiée, reconstruite en 1560 (date portée par la tour clocher) aux frais de Jean Israël, curé de Baslieux de 1525 à 1589, dont il ne subsiste que le chœur et la tour aménagée en refuge par ses soins. Nef reconstruite de 1869 à 1871 en style néogothique et clocher consolidé à la même époque. L'édifice est l'objet d'une inscription au titre des monuments historiques depuis 1984[21].
- Chapelle Notre-Dame-de-Bonté, située avenue du 151e-R.I, construite en 1664.
- Chapelle de l'ancien cimetière.
- Presbytère reconstruit en 1773, d'après la date portée par le linteau de la porte piétonne, en remplacement de celui qu'avait fait construire vers 1537 le curé Jean Israël. Le puits placé devant le presbytère porte la date 1537 à l'intérieur de la margelle et la cave, voûtée en berceau, date encore du XVIe siècle.
- Quelques autels de procession au plein air avec croix sculptées.

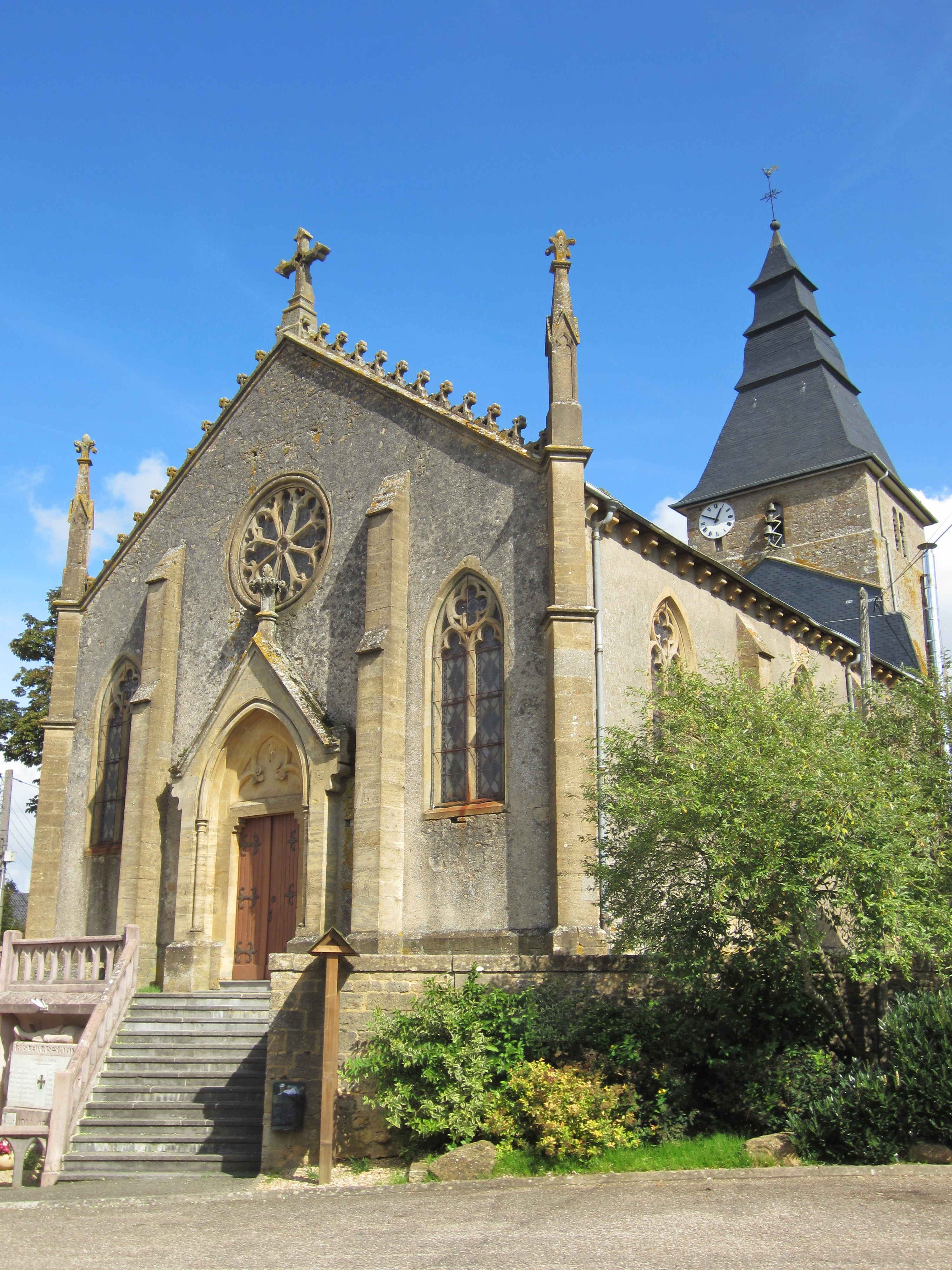
Église paroissiale Saint-Pierre.
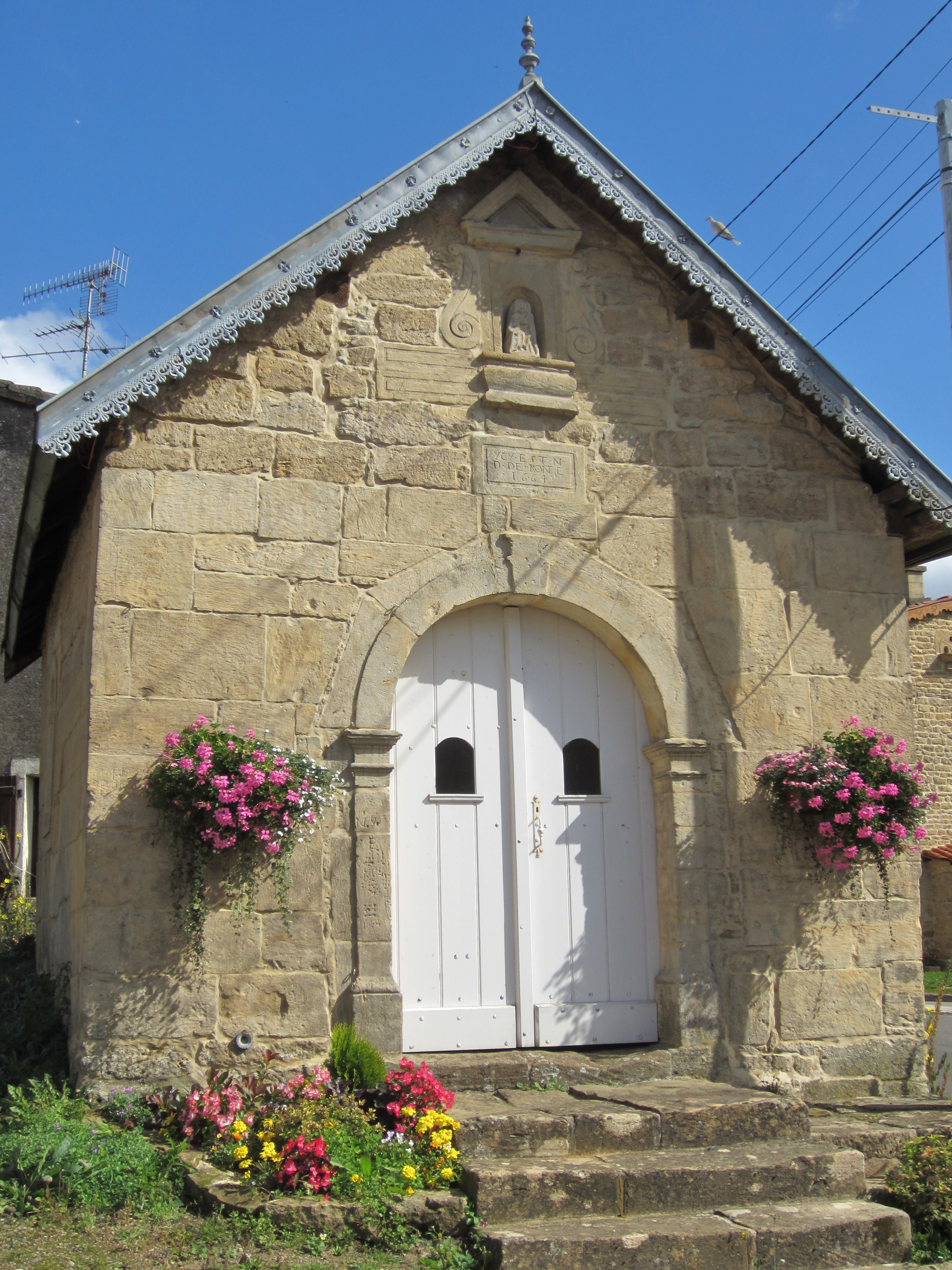
Chapelle Notre-Dame-de-Bonté.
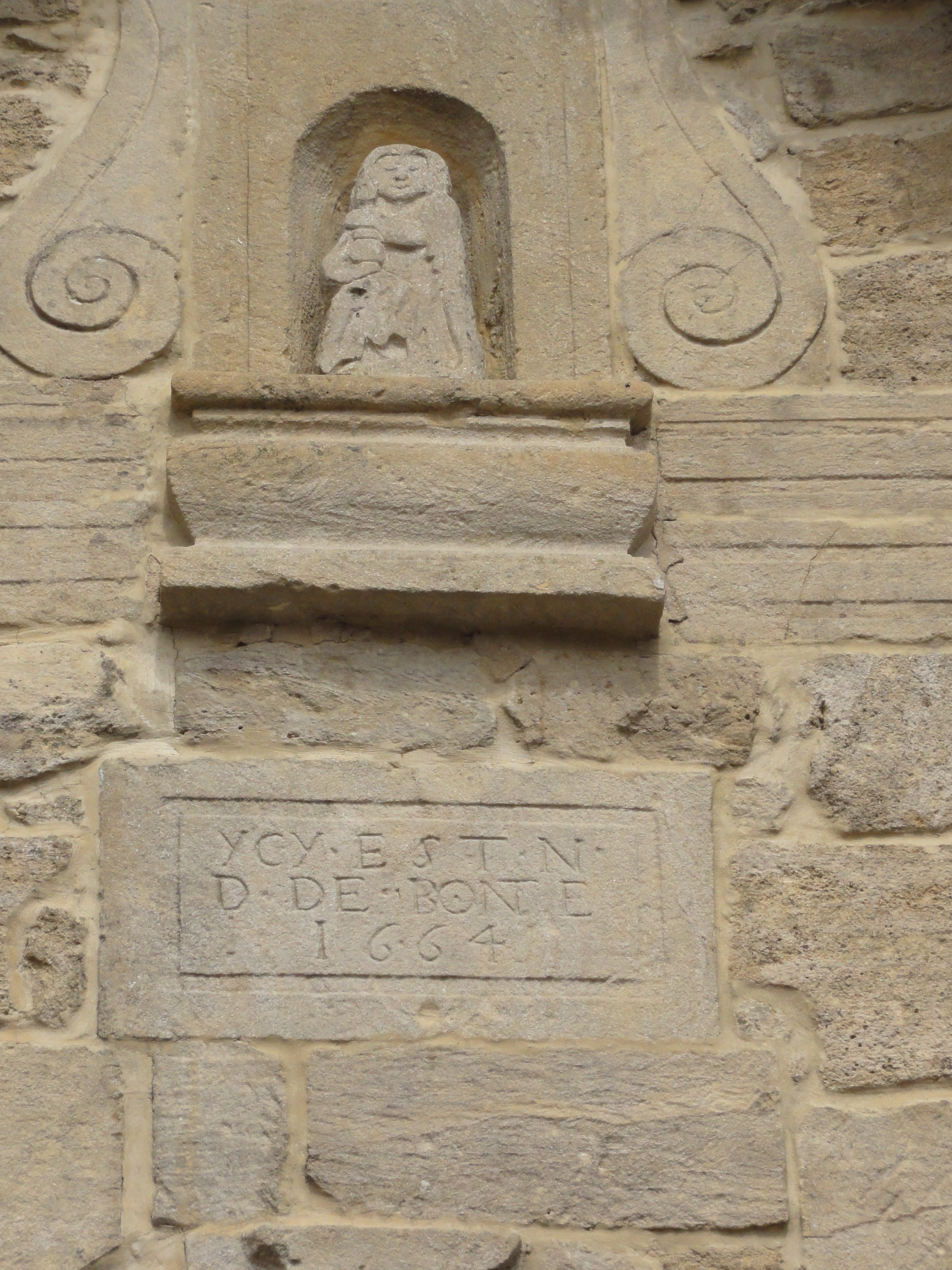
Chapelle Notre-Dame-de-Bonté, statue de la façade.
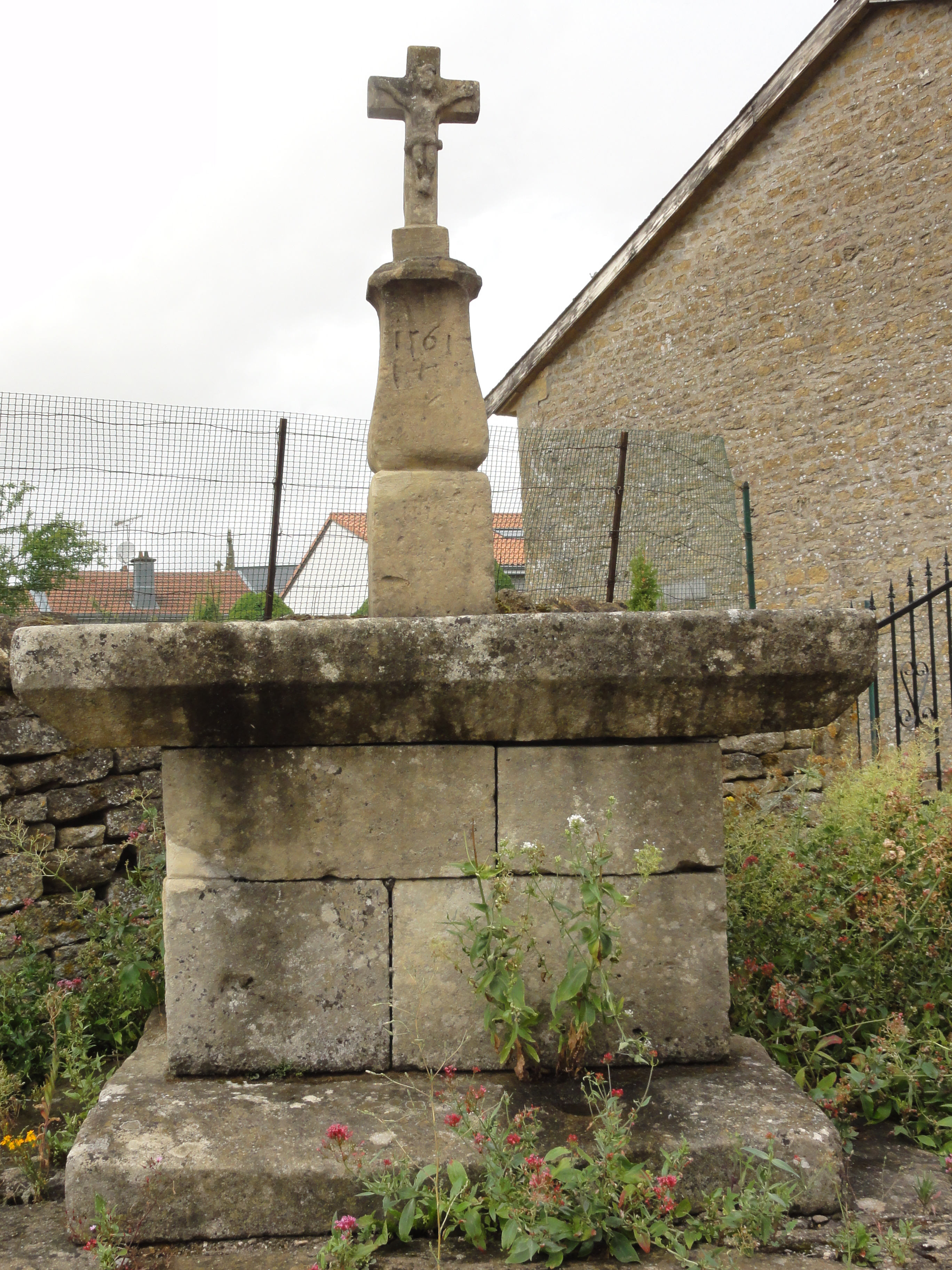
Autel avec croix sculptée, 1561.
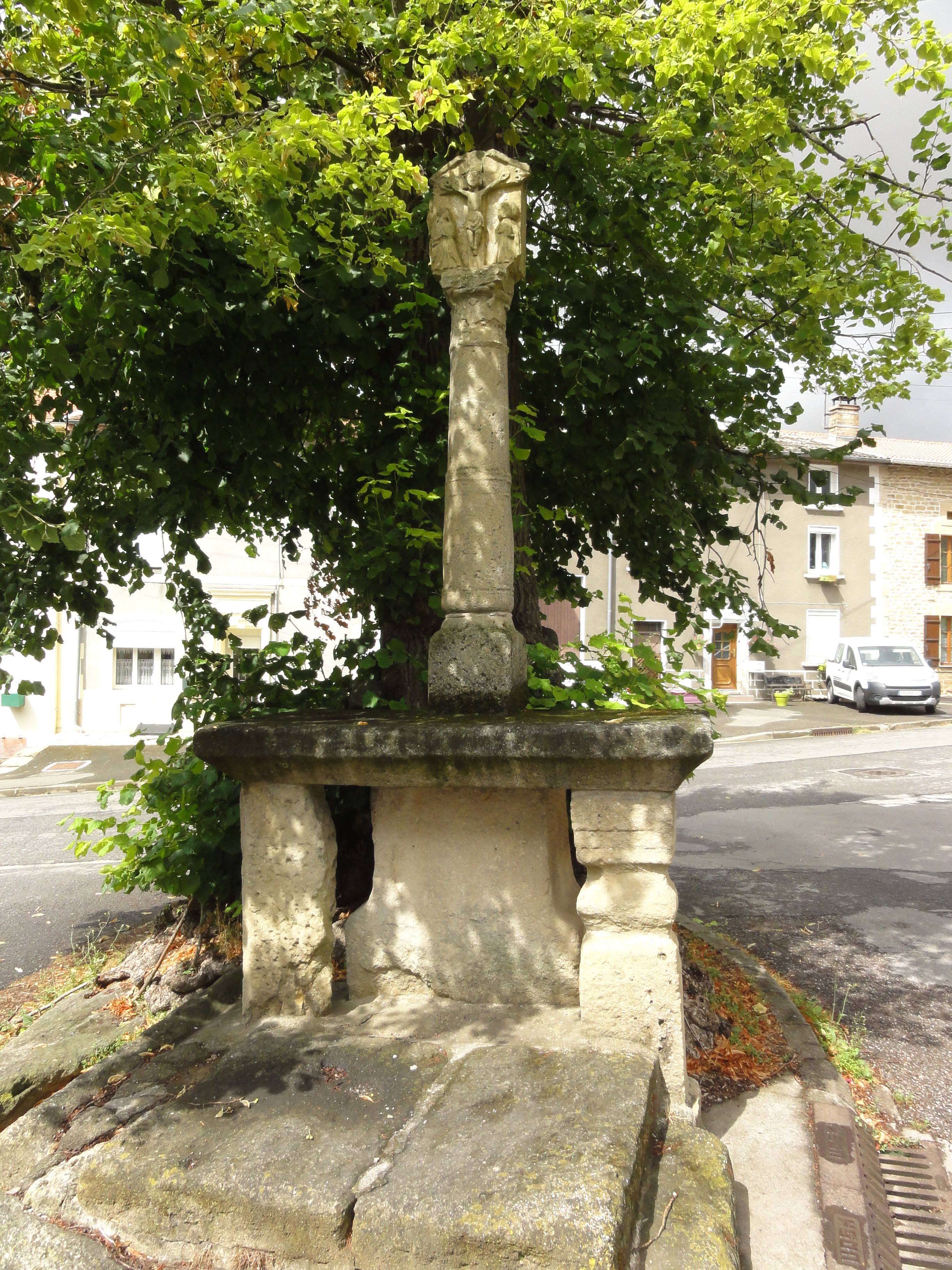
Autel avec croix sculptée au centre-village.

### Personnalités liées à la commune
- Jean Vodaine : peintre, graveur et typographe franco-slovène ayant vécu longtemps à Baslieux.

### Héraldique, logotype et devise
| Blason de Baslieux | Blason  | D'azur à deux bars adossés d'or accompagnés de deux croisettes recroisetées au pied fiché du même en chef et en pointe, accostés de deux roses du même. Devise« Ballodium firmitatum » (Baslieux vigoureux). |
| Blason de Baslieux | Détails | Le statut officiel du blason reste à déterminer. |